# Alicia Banit
Pour les articles homonymes, voir Banit.
Alicia Banit est une actrice, mannequin[réf. souhaitée][réf. à confirmer]  et danseuse australienne née le 5 septembre 1990. Elle est principalement connue pour avoir joué la version jeune de Miranda Otto (parfois dit Alice) dans Dead Letter Office ou pour son rôle de Kat Karamakov dans la série Dance Academy.

## Biographie
Alicia Banit commence une carrière d'actrice très jeune. Elle apprend la danse depuis l'âge de quatre ans. Elle fait ses débuts en 1998 dans le fim Dead Letter Office où elle incarne la version jeune de Miranda Otto. En 2006, elle obtient un rôle mineur dans la série Neighbours pour obtenir un autre rôle deux ans plus tard. De 2007 à 2009, Alicia joue Ambre dans la série As The Bell Rings (Comme La Cloche sonne) diffusée sur la version australienne de Disney Channel. 
Banit obtient en 2007 le rôle Kaitlyn pour la première saison de  Summer Heights High.

## Filmographie

### Cinéma
- 1998 : Dead Letter Office : Alice jeune
- 2017 : Dance Academy Movie : Kat (Katrina) Karamakov

### Télévision
- 2006 et 2008 : Les Voisins (Neighbours) : Madison Sullivan / Sharni Hillman (4 épisodes)
- 2007 - 2009 : As The Bell Rings : Amber (27 épisodes)
- 2007 : Summer Heights High  : Kaitlyn / Amie de Jamies
- 2008 : Rush : Gemma Parker
- 2009 : Tangle : Leah (9 épisodes)
- 2010 - 2013 : Dance Academy : Kat ( Katrina ) Karamakov (65 épisodes)